# Acidaminococcàcies
Els Acidaminococcaceae són una família inusual de bacteris. La seva agrupació es justifica principalment basant-se en estudis genètics, que els col·loquen als Firmicutes. Donant suport a aquesta classificació, diverses espècies són capaços de formar endòspores. No obstant això, es diferencien de la majoria dels altres Firmicutes per ser Gram-negatius, ja que la composició de la seva paret cel·lular és peculiar.
Els membres d'aquesta família són tots anaerobis obligats, i es troben en hàbitats com ara rius, llacs i intestins de vertebrats. Es presenten en formes esfèriques, com ara Megasphaera i Veillonella, o amb forma de bacils corbats, típics de Selenomonas i Sporomusa. Les Selenomonas tenen forma de mitja lluna característica, amb els flagels inserits en el costat còncau, mentre que Sporomusa és similar però no mòbil. Els seus noms es refereixen a aquesta morfologia distintiva: "Selene" vol dir la lluna i "musa" significa el plàtan. El nom de Selenobacteria també fa a aquest grup.